# مزارع الألبان

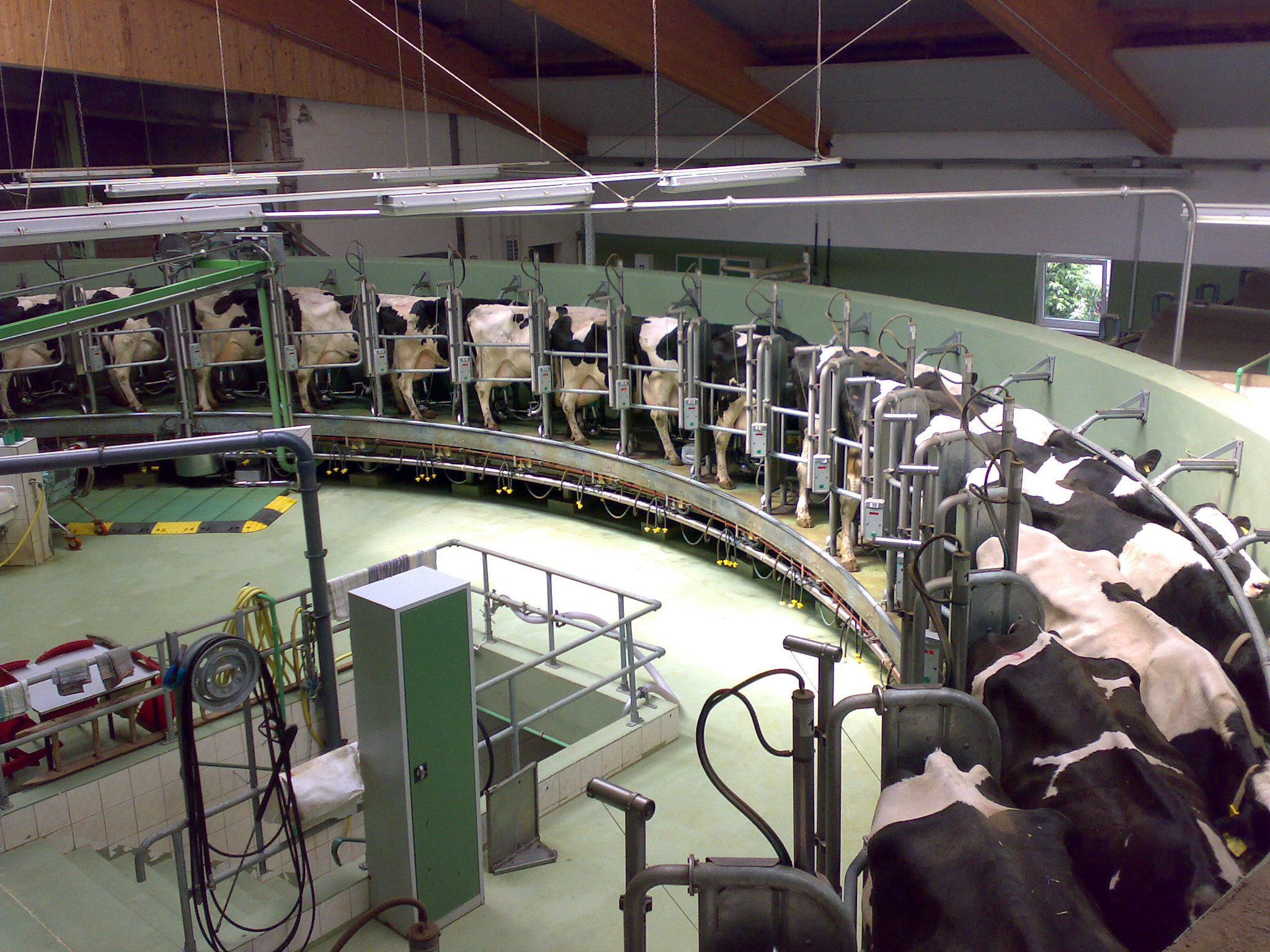
عنبر دوار لحلب الأبقار في إحدى منشآت منتجات الألبان الصناعية الواقعة في ألمانيا

إن مزارع الألبان (بالإنجليزية: Dairy farming) هي إحدى أنواع المؤسسات الزراعية أو التي تقوم على تربية الحيوان، بهدف إنتاج الألبان لفترات طويلة، عادة من الأبقار الحلوب وأيضًا من الماعز والأغنام والإبل، حيث تتم معالجتها في موقع المزرعة أو تُنقل إلى أحد مصانع منتجات الألبان لمعالجتها وبيعها بالتجزئة في نهاية الأمر.
تحرص معظم مزارع الألبان على بيع ذكور العجول التي تلدها الأبقار عادة من أجل إنتاج اللحم أو تربيتها اعتمادًا على جودة نوع عجل الثور بدلاً من تربية الماشية غير المنتجة للألبان.[بحاجة لمصدر] كذلك، يحرص الكثير من مزارع الألبان على زراعة الغذاء اللازم لها والذي عادة ما يشتمل على الذرة والدريس. وتتغذى الأبقار مباشرةً على هذا الغذاء أو يُخزَّن في صورة علف محفوظ لاستخدمه أثناء موسم الشتاء.

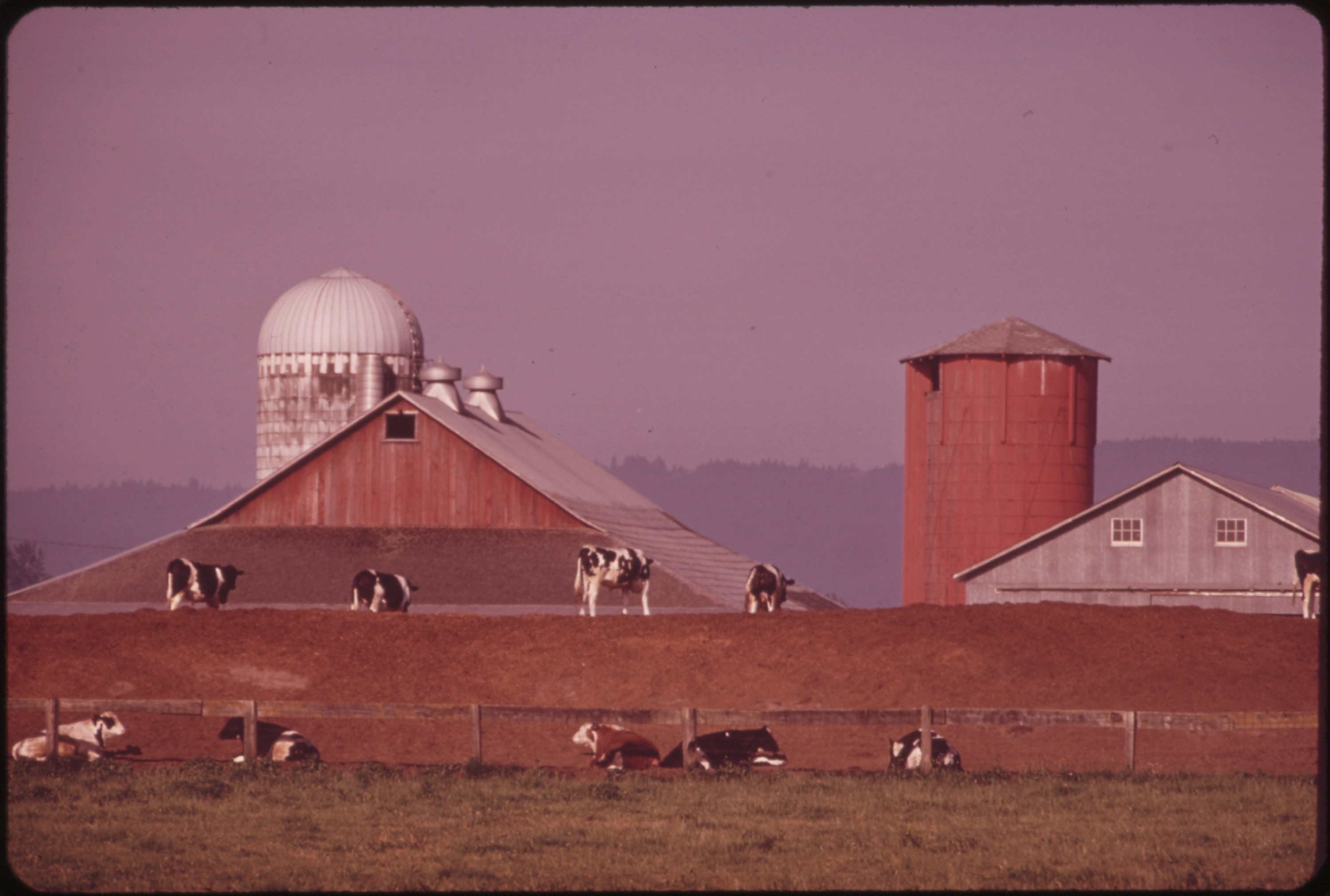
مزرعة ألبان على ضفاف نهر كولومبيافي مقاطعة كلارك، واشنطن (مايو 1973).

## معلومات تاريخية
كانت مزارع الألبان جزءًا من الزراعة لآلاف السنين. وعلى مر العصور أصبحت جزءًا واحدًا من المزارع الصغيرة المتنوعة. وفي القرن الماضي أو في وقت قريب من ذلك، ظهرت مزارع أكبر حجمًا تتخصص فقط في إنتاج الألبان. ولا يمكن استمرار مزارع الألبان كبيرة الحجم إلا في حالة إنتاج كميات كبيرة من اللبن لإنتاج منتجات ألبان أكثر دوامًا مثل الجبن والزبد، إلخ، أو في حالة وجود سوق كبيرة حيث الأفراد الذين يمتلكون نقودًا لشراء اللبن ولا يمتلكون أبقارًا.

### الحلب اليدوي

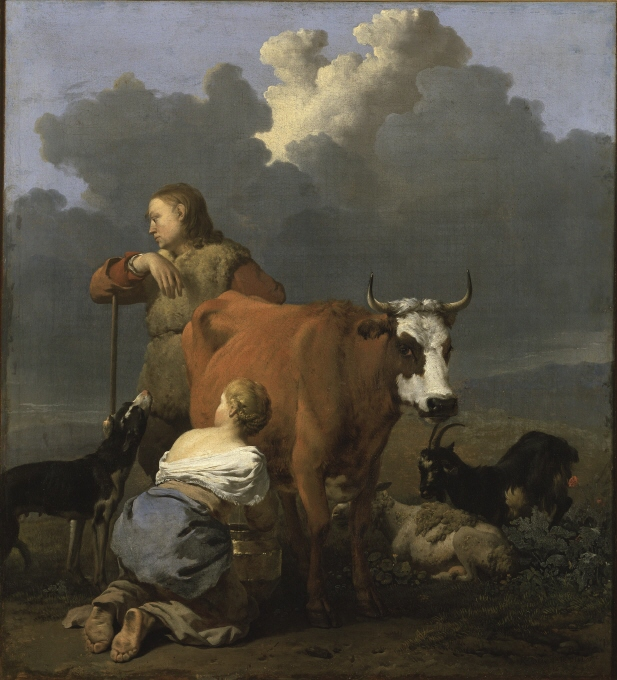
امرأة تحلب بيديها إحدى الأبقار.

لقد نشأت مزارع الألبان المركزية كما نفهمها الآن بشكل أساسي حول القرى والمدن حيث لا تتوفر لدى السكان إمكانية امتلاك أبقار بسبب ندرة الأراضي العشبية. فبالقرب من المدينة، يستطيع الفلاحون جني مزيد من الأموال عن طريق الحصول على مزيد من الحيوانات وبيع اللبن في المدينة. قد يملأ فلاحو مزارع الألبان براميلاً باللبن في الصباح ويجلبونها إلى السوق في عربات. وحتى أواخر القرن التاسع عشر، كانت الأبقار تُحلب يدويًا. وفي الولايات المتحدة، توجد عدة عمليات لإنتاج الألبان على نطاق واسع في بعض الولايات الواقعة في شمالها الشرقي وأيضًا في الغرب، حيث تتواجد المئات من الأبقار، ولكن لا يُتوقع من حلاّب واحد أن يحلب أكثر من دستة أبقار يوميًا. ولهذا ساد العمليات التجارية صغيرة الحجم.
بالنسبة لمعظم القطعان، يحدث الحلب مرتين يوميًا  داخل الحظيرة حيث تقيَّد الماشية بالحبال من عنقها أو تثبت بواسطة دعامات عمودية. وقد يقدم لها العلف أثناء الحلب في الحظيرة على الرغم من تقديم العشب لغالبية المواشي المنتجة للألبان أثناء اليوم بين مرات الحلب. ومن الصعب تحديد مواقع مثل هذه الأمثلة من مزارع الألبان، ولكن البعض لا يزال محميًا كموقع تاريخي يحمل عبق الماضي. من أمثلة مزارع الحلب اليدوي التي لا تزال مفتوحة تلك الموجودة في الساحل الوطني بمنطقة بوينت رايز.

### الحلب بدلو التفريغ

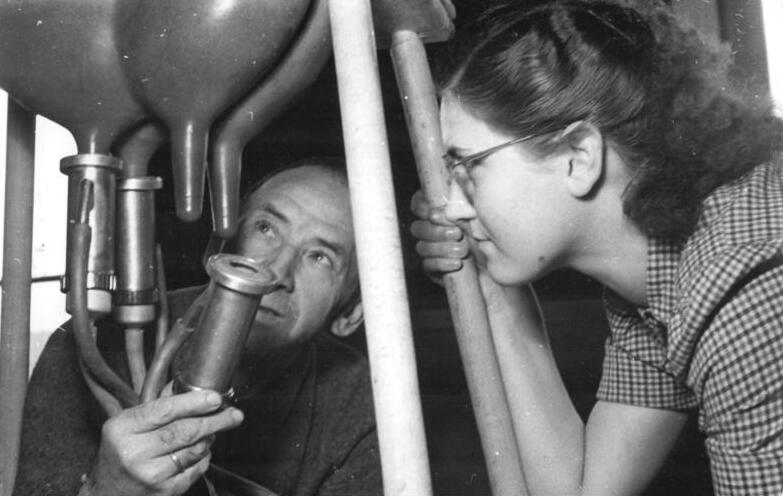
صورة توضيحية لجهاز الحلب السوفيتي الجديد. ألمانيا الشرقية، 1952

كانت ماكينات الحلب الأولى امتدادًا لدلو الحلب التقليدي. كان جهاز الحلب الأولي يثبت أعلى دلو اللبن المعتاد ويوضع على الأرض أسفل البقرة. وبعد حلب كل بقرة، يُفرّغ الدلو في خزان حاوٍ. وتطور هذا الجهاز إلى جهاز الحلب المعلق المنزلق. في هذا الجهاز، يوضع حول البقرة قبل حلبها شريطًا عريضًا كبير الحجم من الجلد يسمى سرج حول أسفل ظهر البقرة. ويعلق جهاز الحلب وخزان التجميع في السرج أسفل البقرة. وقد أتاح هذا الابتكار للبقرة إمكانية الحركة بطريقة طبيعية أثناء عملية الحلب بدلاً من الاضطرار إلى الوقوف ثابتة فوق الدلو الموجود على الأرض أسفل منها.
ومع توافر الطاقة الكهربية وماكينات الحلب التي تعتمد على الشفط، ارتفعت مستويات الإنتاج التي كانت ممكنة في حظائر الدعامات العمودية، ولكن مستوى الأنشطة التجارة كان لا يزال محدودًا بسبب طبيعة العمل الشاق المكثف في عملية الحلب. وقد كانت عملية تركيب ماكينات الحلب وإزالتها تتضمن رفع الماكينة الثقيلة ومحتوياتها بشكل متكرر عدة مرات لكل بقرة وأيضًا عند الصب في عبوات اللبن. لذلك، كان من النادر العثور على أنشطة تجارية من ذلك النوع تعتمد على فلاح واحد لأكثر من 50 رأسًا من الماشية.

### خط أنابيب الحلب
جاء الابتكار التالي في الحلب الآلي متمثلاً في خط أنابيب اللبن. يستخدم هذا الابتكار أنبوبًا دائمًا لإرجاع اللبن وآخر مفرغًا من الهواء يطوق الحظيرة أو عنبر الحلب ويمر فوق صفوف الأبقار مع منافذ إدخال سريعة مانعة للتسرب فوق كل بقرة. ومن خلال التخلص من الحاجة إلى حاوية اللبن، انكمش حجم جهاز الحلب وقل وزنه لدرجة تسمح بتعليقه أسفل البقرة ويمكن دعمه عن طريق قوة الشفط الموجودة في مصاصات جهاز الحلب الموجود على ضرع البقرة. ويُسحب اللبن داخل أنبوب الإرجاع عن طريق نظام تفريغ الهواء ثم يتدفق بفعل الجاذبية لقاطع تفريغ الهواء في غرفة اللبن حيث يوضع في خزان الحفظ. وقد قلل نظام خط الأنابيب بدرجة كبيرة من الجهد البدني المبذول أثناء الحلب حيث لم يعد الفلاح بحاجة لحمل دلاء اللبن ثقيلة وضخمة والتحرك بها من بقرة إلى أخرى.
وإضافة إلى ذلك فقد أتاح نظام خط الأنابيب إمكانية زيادة طول الحظيرة باستمرار وتوسعها، ولكن بعد نقطة معينة بدأ الفلاحون في حلب الأبقار في مجموعات كبيرة بحيث تمتلئ الحظيرة بنصف القطيع مقابل الثلث ثم يتم حلب الحيوانات وأخيرًا تفريغ الحظيرة وإعادة ملئها مرة أخرى. ومع استمرار زيادة حجم القطيع، أدى ذلك إلى توفير عنابر حلب أكثر كفاءة.

### عنابر الحلب

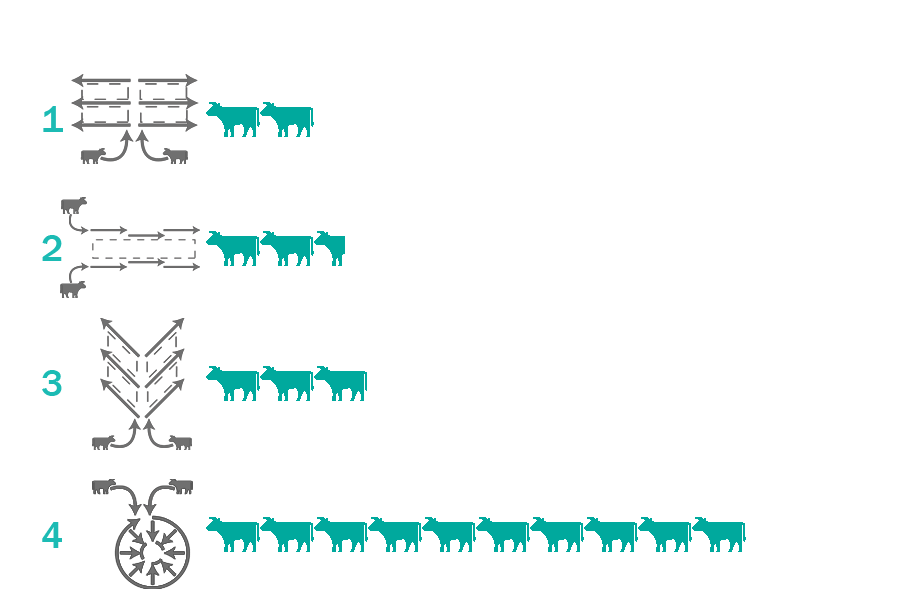
كفاءة أربعة عنابر حلب مختلفة. 1=من طراز بالي 50 بقرة/ساعة؛ 2=متأرجح 60 بقرة/ساعة؛ 3= لولبي مزدوج 75 بقرة/ساعة؛ 4=دوار 250 بقرة/ساعة

لقد ركز الابتكار في الحلب على آلية العمل بعنبر الحلب (والمعروف في أستراليا ونيوزيلنداباسم حظيرة الحلب) لمضاعفة إنتاجية الأبقار لكل عامل ينظم عملية الحلب من أجل السماح بحلب الأبقار وكأنها في خط تجميع ولتقليل الضغط البدني المبذول من جانب الفلاح عن طريق وضع الأبقار على منصة ترتفع قليلاً عن الشخص الذي يحلبها للتخلص من الاضطرار إلى الانحناء. ولا يزال عدد كبير من المزارع الأقدم والأصغر حجمًا يوجد بها حظائر بها مقصورات للربط أو دعامات عمودية ولكن أغلب المزارع التجارية التي تنتشر في جميع أنحاء العالم تحتوى على عنابر للحلب.
يسمح عنبر الحلب بتركيز الأموال في منطقة صغيرة، وبذلك يمكن تخصيص المزيد من معدات القياس والمراقبة الفنية لكل محطة حلب في العنبر. فبدلاً من مجرد الحلب في خط أنابيب عام على سبيل المثال، يمكن تجهيز العنبر بأنظمة قياس مثبتة تراقب حجم اللبن وتعمل على تسجيل إحصائيات الحلب لكل حيوان. كما تسمح العلامات التي توضع على الحيوانات لنظام العنبر بالتعرف التلقائي على كل حيوان أثناء دخوله العنبر. فضلاً عن ذلك، يوفر المبنى مأوى لكل من الحيوانات والحلاب من ظروف الطقس القاسية.

#### العنابر المجوفة
تستخدم المزارع الأحدث عنابر مجوفة حيث يقف الحلاّب في تجويف بحيث تكون ذراعيه على مستوى ضرع البقرة. قد تكون العنابر المجوفة لولبية مزدوجة حيث تقف الأبقار في صفين بزاوية على جانبي التجويف، ويتمكن الحلاّب من الوصول إلى ضرع البقرة من الجانب، أو عنابر متوازية حيث تقف الأبقار جنبًا إلى جنب ويصل الحلاّب إلى الضرع من الخلف، أو مؤخرًا، عنابر دوارة (أو الدوامة) عندما تقف الأبقار على منصة مرتفعة مستديرة مقابلة لمركز الدائرة وتدور المنصة بينما يقف الحلاّب في مكان واحد ويصل إلى الضرع من الخلف. وهناك العديد من أنماط عنابر الحلب الأخرى، ولكنها أقل انتشارًا.

#### العنابر اللولبية والمتوازية
في عنابر الحلب اللولبية والمتوازية، يمكن للشخص حلب صف واحد من الأبقار في كل مرة. وينقل الحلاّب صف أبقار من ساحة احتجاز الأبقار إلى عنبر الحلب ثم يحلب كل بقرة بهذا الصف. وبمجرد نزع كل ماكينات الحلب أو معظمها من الصف الذي انتهى حلبه، يطلق الحلاّب الأبقار لتناول غذائها. ثم ينقل مجموعة أبقار جديدة في الجانب الفارغ حاليًا وتتكرر العملية حتى تكتمل عملية حلب جميع الأبقار. وبناءً على حجم عنبر الحلب، والذي عادة ما يكون ضيقًا للغاية بحيث يتراوح عدد صفوف الأبقار هذه من أربعة إلى ستين في المرة الواحدة.

#### العنابر الدوارة
في العنابر الدوارة، توضع الأبقار واحدة في المرة على منصة تدور دورانًا بطيئا. ويقف الحلاّب على مقربة من مدخل العنبر، ويتم تثبيت الأقداح على البقرة أثناء دورانها. وبمجرد الانتهاء من دورة كاملة تقريبا، ينزع الحلاّب الأقداح وتنزل البقرة عائدة من المنصة وتتجه إلى مكان علفها. لقد بدأ ظهور الحظائر الدوارة - كما يطلق عليها في نيوزيلاندا - في الثمانينيات من القرن العشرين ولكنها مكلفة مقارنة بالحظائر اللولبية - المتعارف عليها قديمًا في نيوزيلاندا. ويرجع السبب في زيادة تكاليف حلب الأبقار أن الفرد الواحد كان عليه حلب نحو 500-600 بقرة.[بحاجة لمصدر] ومن ثم، فإن العنابر الدوارة تتميز بأنها أسرع من الحظائر اللولبية إذا تساويا في عدد الأبقار بنسبة 25 في المائة.[بحاجة لمصدر]

### النزع الآلي لماكينة الحلب
من الممارسات التي قد تؤذي الحيوان أن يتم حلبه بشكل أكثر من اللازم إلى ما بعد نضوب اللبن من الضرع. ولذلك، فإن عملية الحلب لا تقتصر على تثبيت جهاز الحلب فحسب، بل تتضمن أيضًا مراقبة العملية لمعرفة وقت نضوب الضرع وحينئذ ينبغي نزع جهاز الحلب. وفي حين أن عمليات الحلب الدوارة ساعدت المزارع في حلب الحيوانات في وقت أسرع، إلا أنها ساهمت أيضًا في زيادة الحيوانات التي يتعين مراقبتها في آن واحد. لذا، جرى تطوير نظام نزع آلي لماكينة الحلب؛ بحيث تُنزع ماكينة الحلب عن البقرة عندما يصل اللبن المتدفق إلى مستوى محدد مسبقًا، الأمر الذي يخفف عن المزارع عبء مراقبة ما يربو على 20 أو أكثر من الحيوانات التي يجري حلبها في الوقت نفسه. وهذا هو النهج التقليدي في نيوزيلاندا.

### الحلب الآلي بالكامل

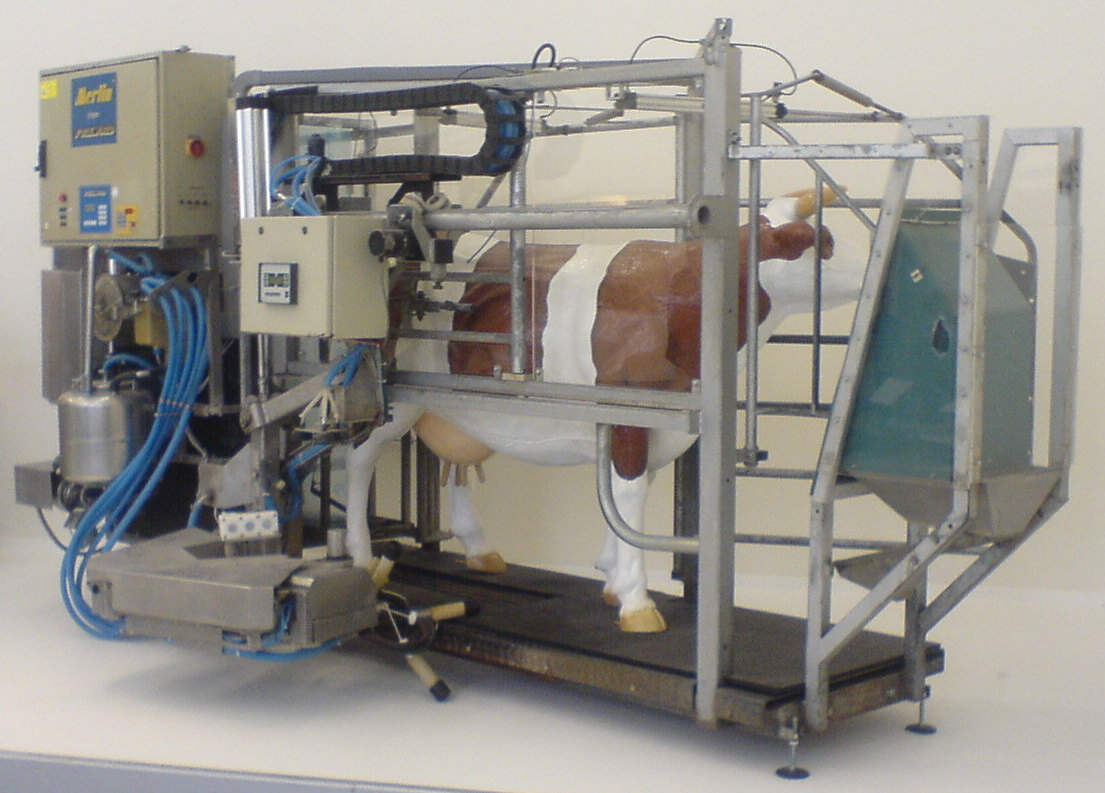
وحدة نظام حلب آلي معروضة في متحف

في الثمانينيات والتسعينيات من القرن العشرين، حدث تطور لأنظمة الحلب الآلي وكان هناك توسع في استخدامها (خاصة في دول الاتحاد الأوروبي). ولا يزال هناك آلاف من هذه الأنظمة يتم تشغيلها بشكل عادي في الكثير من المزارع. وتسمح هذه الأنظمة بمساحة عالية من الاستقلالية في اختيار موعد الحلب ضمن أطر محددة سلفًا. وعادة ما تخضع هذه الأنظمة لمنظومة إدارية شديدة مع استمرار الجهود البحثية في محاولة ربط هذه الأنظمة بمستلزمات رعي الماشية وتطوير أجهزة استشعار تكشف تلقائيًا عن صحة الحيوان ومدى خصوبته.

## نبذة تاريخية عن طرق حفظ الألبان
ظلت الحرارة الباردة هي الطريقة الرئيسية التي كانت تساعد في الحفاظ على اللبن طازجًا. وحينما ظهرت الطواحين الهوائية ومضخات الآبار في المزارع، كان تبريد الألبان من أولى استخداماتها بجانب توفير المياه للحيوانات، لتزداد بذلك مدة صلاحية الألبان إلى أن تؤخذ إلى سوق المدينة.
وقد يستمر ضخ المياة الجوفية الباردة بطبيعتها في حوض أو وعاء لتبريد اللبن الموضوع فيه بعد حلبه. وطريقة تبريد اللبن هذه كانت شائعة الانتشار قبل الكهرباء وأجهزة التبريد.

### التبريد
في بداية ظهور التبريد (القرن التاسع عشر)، كانت أولى استخداماته تبريد علب اللبن الذي كان يتم حلبه يدويًا. ثم توضع هذه العلب في مُغتسل من الماء البارد ليقلل الحرارة ويحافظ على برودة اللبن إلى حين نقله إلى مكان تجميع. ومع تطور المزيد من الطرق الآلية في حلب الألبان، فقد حلت محل الحلب اليدوي وهو ما أدى إلى استبدال عبوة اللبن السائب بمبرد اللبن التقليدي. وكان أول نوع من هذه المبردات هو «وحدة تركيم الثلج». وهي عبارة عن إناء مزدوج الجدار به ملف مبخِّر ويقع الماء بين الجدارين في أسفل الخزان وعلى جانبيه. ويستخدم ضاغط تبريد صغير في التخلص من الحرارة الناتجة عن الملف المبخر. وفي النهاية يتكون الثلج على جانبي الملف حتى يصل سمكه إلى قرابة الثلاث بوصات حول كل أنبوب ومن ثَمّ يتوقف نظام التبريد. وعندما تبدأ عملية الحلب يحتاج الأمر فقط إلى مقلب اللبن ومدوِّر المياه - حيث تمرر المياه بالثلج وجدران الخزان غير القابلة للصدأ - فتقل درجة حرارة اللبن فيه إلى ما دون الخمس درجات.
والتبريد بهذه الطريقة أتى بثمار طيبة على مستوى المزارع الصغيرة، إلا أنه كان عاجزًا إلى حد ما عن الوفاء باحتياجات عنابر الحلب الكبيرة وطلبات التبريد الكثيفة فيها. وفي منتصف الخمسينيات من القرن العشرين، تم تطبيق نظام التبريد بالتوسعة المباشرة على التبريد في مبردات اللبن السائب. ويستخدم هذا النمط من أنظمة التبريد مبخرًا مثبتًا على الجدار الداخلي لصهريج التخزين مباشرة في التخلص من حرارة اللبن. ويمكن للتوسعة المباشرة تبريد اللبن بمعدل أعلى بكثير من سابقه ولا يزال يعول عليه في تبريد صهاريج الخزانات السائبة حتى اليوم على مستوى تشغيل يتراوح بين الصغير والمتوسط.
وهناك جهاز آخر له إسهاماته العظيمة في المحافظة على جودة الألبان وهو المبادل الحراري اللوحي (PHE). ويستخدم هذا الجهاز بعض ألواح فولاذية مصممة بشكل خاص وبينها فراغات بينية. يمر اللبن بين كل مجموعتين من الألواح، أما المياه فتسري بين بقية الألواح للتخلص من حرارة اللبن. ويمكن بمثل هذه الطريقة إنزال درجة حرارة اللبن بفارق كبير وفي وقت لا يذكر وهكذا يمكن إبطاء نمو البكتيريا إبطاءً عنيفًا، الأمر الذي يحسن من جودة الألبان. والمياة الجوفية هي الوسط المبرد المعتاد في أغلب هذه الأجهزة. وتستهلك الأبقار الحلوب نحو 3 جالون ماء مقابل كل جالون لبن تنتجه، ويفضل أن تشرب من الماء الفاتر وليس من المياه الجوفية الباردة. وبناءً على هذا، فقد يتسبب المبادل الحراري اللوحي في تحسين جودة الألبان تحسنًا ملحوظًا، وتقليل تكاليف التشغيل الملقاة على عاتق أصحاب المصانع بتخفيف حمل التبريد عن مبردات اللبن السائب، وزيادة إنتاج اللبن بتوفير ماء دافيء للأبقار.
وأيضًا هناك تطور في المبادلات الحرارية اللوحية بعد زيادة أعداد القطيع في مصانع الألبان في الولايات المتحدة. حيث إنه كلما رفع صاحب المصنع من عدد القطيع، كان لزامًا عليه أن يرفع من سعة عنبر الحلب لكي يجمع اللبن الإضافي. وتؤدي الزيادة في حجم عنابر الحلب إلى زيادة هائلة فيما يتطلبه ذلك من معالجة وتبريد. وما تنتجه المصانع الكبيرة في يومنا هذا من كميات من الألبان وتَوَجُّه التوسع في أنظمة التبريد نحو مبردات اللبن السائب لا يمكّن من التبريد في الوقت المطلوب. وفي هذه الحالة تحتاج المبادلات الحرارية اللوحية إلى ما يمكنها من تسريع تبريد اللبن إلى الحرارة المطلوبة (أو قريبًا منها) قبل وصولها إلى خزان اللبن السائب. أما المياه الجوفية فتظل لها أهميتها في توفير تبريد أولي لخفض درجة حرارة اللبن إلى ما بين 55 و70 °ف (21 °م) وتضاف قطعة ثانية (أو ثالثة أحيانًا) للمبادل للتخلص من الحرارة المتبقية عن طريق خليط من ماء نقي بارد وبروبلين جليكول. وهذه الانظمة المبردة يمكن تعديلها لتشمل مبخرات على مساحات سطحية كبيرة بجانب معدلات تدفق عالية للماء المبرِّد تستخدم في تبريد معدلات تدفق عالية للألبان.

## عملية تشغيل الحلب
يتم الاحتفاظ بـ ماكينة الحلب تلقائيًا في موضعها باستخدام نظام تفريغ يقوم بسحب الهواء اللازم من 15 إلى 21 رطل لكل بوصة مربعة (100 إلى 140 كـبا) من الفراغ. ويُستخدم التفريغ أيضًا في رفع اللبن رأسيًا من خلال خراطيم صغيرة القطر إلى وعاء مستقبل. وتستخدم مضخة لرفع اللبن في سحب اللبن من الوعاء المستقبل خلال أنبوب كبير القطر مرورًا بالمبرد اللوحي ووصولاً إلى خزان سائب مبرَّد.
تتم عملية الحلب من ضرع البقر عن طريق أغماد مطاطية مرنة معروفة باسم خطوط منتظمة أو انتفاخات تحيط بها دائرة هواء متجمد. ويتم التدفق النابض للهواء المحيط والتفريغ في الغرفة الهوائية للانتفاخ أثناء عملية الحلب. وعندما يُسمح للهواء المحيط بالدخول إلى الغرفة، فإن التفريغ داخل الانتفاخ يتسبب في انكماش الانتفاخ حول حلمة ضرع البقرة ثم الضغط على اللبن من حلمة ضرع البقرة بطريقة مشابهة لتدليك فم عجل صغير لحلمة ضرع البقرة. وعند إعادة التفريغ إلى الغرفة، فإن الانتفاخ المطاطي المرن يسترخي وينفتح، ويتأهب لدورة الضغط القادمة.
قد تستغرق هذه العملية في البقرة العادية من ثلاث إلى خمس دقائق للحصول على لبنها. بينما قد يكون بعض البقر أسرع والبعض الآخر يكون أبطأ من هذا المتوسط. وقد تستغرق تلك العملية في البقرات بطيئة الحلب خمس عشرة دقيقة للحصول على جميع اللبن بداخلها. ولكن لا تتوقف سرعة الحلب على كمية اللبن الناتجة من البقرة - فسرعة الحلب تعد عاملًا منفصلاً عن كمية اللبن؛ وكمية اللبن غير محددة لسرعة الحلب. وذلك بسبب أن معظم القائمين على الحلب يحلبون البقر في مجموعات، فقد يحلب مجموعة من الأبقار في الوقت الذي يستغرقه في حلب بقرة بطيئة السرعة في الحلب. ولهذا السبب، سيُجّمِع بعض المزارعين الأبقار لكي لا يضغطوا على الأبقار سريعة الحلب.
يمر اللبن الناتج خلال مصفاة والمبادلات الحرارية اللوحية قبل الدخول في الخزان، حيث يمكن تخزينها بأمان تقريبًا لأيامٍ قليلة 42 °ف (6 °م). وفي مرات مرتبة مسبقًا، تصل شاحنة اللبن وتضخه من الخزانات إلى مصنع الألبان حيث يتم بسترته ومعالجته في العديد من الألبان.

## مخلفات الحيوانات الناتجة عن مزارع الألبان الكبيرة

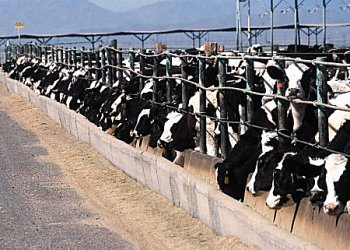
ألبان - عملية تغذية الحيوانات المركزة (CAFO) - وكالة حماية البيئة (EPA)

إن نتائج مخلفات 5000 بقرة تقابل ما يقرب من مخلفات بلدية بها 70.000 شخص. في الولايات المتحدة الأمريكية، تخضع عمليات الحلب لأكثر من 1000 بقرة بتعريف وكالة حماية البيئة لعملية تغذية الحيوانات المركزة، وتخضع لقوانين وكالة حماية البيئة. فعلى سبيل المثال، في سان هواكين فالي في كاليفورنيا، تم إنشاء عدد من مصانع الألبان على نطاق واسع جدًا. ويحتوي كل مصنع ألبان على العديد من عنابر الحلب الحديثة أُنشئت لتعمل على أنها شركة مستقلة. ويحاط كل عنبر حلب بمجموعة من 3 أو 4 حظائر بها 1500 أو 2000 ماشية. وقد خططت بعض مصانع الألبان الأكبر لإنشاء عشرة سلاسل أو أكثر من الحظائر وعنابر الحلب بهذه الترتيبات، لذا فقد يشتمل إجمالي العملية على 15,000 أو 20,000 بقرة. وتشبه عملية الحلب في هذه المصانع تلك التي تتم في المصانع الصغيرة المزودة بعنبر حلب واحد ولكنها تكرر العملية لعدة مرات. بينما يتسبب حجم الماشية وتركيزها في المشاكل البيئية الرئيسية المتعلقة بالتعامل مع الروث والتخلص منه، الأمر الذي يتطلب مساحات كبيرة من الأراضي الزراعية (نسبة 5 أو 6 أبقار للفدان، أو آلاف الأفدنة لمصانع الألبان لهذه الأحجام) لتوزيع الروث أو تفريقه أو تخمير غاز الميثان لعدة أفدنة. يعد تلوث الهواء الناتج من الميثان المتعلق بإدارة الروث أيضًا أحد الشواغل الرئيسية. ونتيجة لذلك، فقد تكون مقترحات تطوير مصانع الألبان لهذا الحجم مثيرة للجدل وتتسبب في معارضة كبيرة من حماية البيئة بما في ذلك نادي «سييرا» والأنشطة المحلية.
قد تجلت الآثار المحتملة لمصانع الألبان الكبيرة عندما تسربت كمية كبيرة من الروث على ألبان 5000 بقرة في شمال ولاية نيويورك، تلوث لمساحة 20-ميل (32 كـم) وامتدت إلى النهر الأسود، وتسببت في قتل 375,000 سمكة. وفي 10 أغسطس عام 2005، انهارت بحيرة تخزين الروث مُصدرة كمية 3,000,000 غالون أمريكي (11,000,000 ل؛ 2,500,000 غالون إمب) من الروث إلى النهر الأسود. وبعد ذلك، قررت إدارة الحفاظ على البيئة بنيويورك حزمة تسويات تقدر بـ 2.2 مليون دولار ضد مصنع الألبان.
عندما تدار الألبان وغيرها من مخلفات الحيوانات بصورة صحيحة نتيجة لمحتوى موادها الغذائية (N, P, K)، تنتج سمادًا ممتازًا يشجع على نمو المحصول وزيادة المواد العضوية في التربة وتحسين خصوبة التربة عمومًا وخصائصها. في حين أن معظم مزارع الألبان في الولايات المتحدة الأمريكية تلتزم بوضع خطط إدارة المواد الغذائية لمزارعهم، وذلك للمساعدة في تحقيق التوازن بين تدفق المواد الغذائية وتقليل مخاطر التلوث البيئي. تُشجع هذه الخطط المنتجين على مراقبة جميع المواد الغذائية الواردة لمزارعهم كعلف ومحصول علف وحيوانات وأسمدة وغيرها وجميع المواد الغذائية الموجودة في المزرعة كمنتجات ومحاصيل وحيوانات وروث وغيرها. على سبيل المثال، يساعد اتباع النهج الدقيق في تغذية الحيوانات على تقليل التغذية الزائدة من المواد الغذائية وبعد ذلك انخفاض للإفرازات البيئية للمواد الغذائية، مثل الفوسفور. وفي السنوات الأخيرة، أدرك خبراء التغذية أن متطلبات الفوسفور أقل بكثير مما كان يُعتقد سابقًا. وقد أتاحت هذه التغييرات لمنتجي الألبان تقليل نسبة الفسفور الذي يتناوله الأبقار مع تقليل التلوث البيئي.
في نيوزيلاندا، يمتلك مزارع الألبان المتوسط 500 بقرة للمزرعة وتُحلب البقرة مرتين كل يوم بينما يستغرق الحلب ساعتين كل مرة.[بحاجة لمصدر] وترعى جميع الأبقار على مراعي الأعشاب.[بحاجة لتوضيح] يُورد الروث والبول الخارجين من حظيرة الحلب إلى المصارف بواسطة خراطيم ضغط عالي كبيرة مما يؤدي إلى فتح الحفر. ومع مرور الوقت ستستقر المواد الصلبة في القاع ويتم إزالتها بواسطة الشاحنة مرة كل عام. ويسمح للمياه النظيفة نسبيًا أن تُرشح خلال مستنقعات طبيعية والعودة إلى الأنهار الرئيسية. وقد تحققت السلطات المحلية من أن المياه التي تدخل الأنهار يتوفر فيها الحد الأدنى من المعايير. وأدرك المزارعون أن عليهم تغيير أنظمتهم وأُجبِروا على ذلك لتحقيق المعايير. بينما تعني المخالفات المتكررة أن المزرعة ستتوقف عن العمل. وغالبًا ما تدعم المجالس المحلية أعدادًا كبيرة من النباتات المستنقعية الأصلية التي تُزرع في المشاتل الخاصة للمزارعين بتكلفة أقل. وتتم الزراعة أيضًا بواسطة مجموعات حماية البيئة والمدارس على أنها جزء من برنامجهم العلمي ومجموعات من العاطلين في أعمال الإغاثة.[بحاجة لمصدر]

## استخدام الهرمونات
من الممكن الحفاظ على إنتاجية أعلى للألبان عن طريق حقن البقر بـ هرمون النمو والمعروف بالاسم المركب BST أو rBST، ولكنه أمر مثير للجدل نتيجة للآثار المترتبة على الحيوان وربما صحة الإنسان أيضًا. حظر الاتحاد الأوروبي واليابان وأستراليا ونيوزيلاندا وكندا استخدام ذلك الهرمون نتيجة لتلك التخوفات.
ومع ذلك، لا يوجد مثل هذا التحريم في الولايات المتحدة وقد تصل نسبة الأبقار المنتجة للألبان التي تعامل بهذه الطريقة إلى 17.2%. صرحت إدارة الأغذية والعقاقير بالولايات المتحدة الأمريكية أنه ليس هناك «اختلاف كبير» بين لبن البقر المعامل بهذه الهرمونات واللبن الآخر ولكن بناءً على مخاوف المستهلكين اختار العديد من مشتري اللبن أن لايشتروا اللبن المعامل بهرمونات rBST.

## إدارة تربية القطيع
يستخدم المزارعون في مزارع الألبان الحديثة ماكينات حلب وتركيبات صحية متطورة لحلب اللبن من الأبقار وتخزينه، وغالبًا ما تُحلب هذه الأبقار مرتين أو ثلاث مرات في اليوم. في نيوزيلاندا،[بحاجة لتوضيح] يسعى بعض المزارعين إلى نظام حياة أفضل فيحلبوا البقر مرة واحدة في اليوم مما يتسبب في حدوث انخفاض طفيف في إنتاج اللبن لزيادة وقت الفراغ. وأثناء شهور الصيف، قد تذهب الأبقار إلى المراعي لتأكل الحشائش، في الليل والنهار، ثم تعود إلى الحظيرة لتُحلب.
قد تندرج تهوية أنفاق الحظائر أيضًا تحت قسم الهندسة المعمارية لبناء الحظائر. يتميز نظام التهوية بكفاءته العالية ويحتوي على فتحات تصل لنهاية المبنى مما يسمح بدخول الهواء البارد. يٌبقي المزارعون المستخدمون لهذا النظام من البناء على الأبقار بالداخل خلال أشهر الصيف لحمايتها من حرارة الشمس القاسية ومن الأضرار التي قد تلحق بضروعها. خلال أشهر الشتاء تظل الأبقار في الحظيرة، حيث يتحكم نظام التدفئة الجماعية في تدفئة الأبقار. حتى في فصل الشتاء، يلزم تهوية الحظائر لأغراض التبريد بالرغم مما تحدثه الماشية من حرارة. تُبقي العديد من .[بحاجة لتوضيح] المرافق الحديثة، وخاصة في المناطق الاستوائية، على جميع الحيوانات بالداخل لتسهيل إدارة تربية القطيع.
يمكن أن تظل حيوانات القطيع متحررة في مراتعها (تسمى مراتع الأبقار في المملكة المتحدة). تتوفر القليل من الأبحاث عن الأبعاد اللازمة لمراتع الأبقار، حيث إن الكثير من المراتع قد عفا عليها الزمن، على الرغم من الحملات المتزايدة لتقديم الوعي للمزارعين والاستفادة من المنافع في مجال رعاية الحيوانات وصحتها وإنتاج الألبان.[بحاجة لمصدر]
عادًة ما يزرع المزارعون الطعام الخاص بالماشية. وقد يشمل ذلك الذرة والدريس، حيث يشمل البرسيم الحجازي والإفليوم المرجي والنغل.
في نصف الأرض الجنوبي في أستراليا ونيوزيلاندا، تقضي الأبقار معظم حياتها في المراعي بالخارج، على الرغم من ذلك قد يتم تزويدها بالغذاء خلال فترات القحل. المكملات الغذائية النموذجية في أسترالاسيا هي الدريس أو الأعلاف أو الذرة. ويشيع في نيوزيلاندا تغذية الأبقار في الوسادة الخرسانية لضمان عدم تبعثر الطعام ووطأ الحيوانات عليه. في نيوزيلاندا، يتم ترشيد الاستهلاك لمراعي الشتاء بطيئة النمو. تتحكم سياج التغذية الكهربائية الفرامل التي تعمل على التيار الكهربائي بعناية في ذلك حيث يمكن تغيير وضعها بسهولة.

## إدارة تربية العجول للقطعان المنتجة للألبان
تستلزم عملية إنتاج اللبن وجود البقرة في حالة الرضاعة، بعد ولادتها للعجل. تأتي فترة «الجفاف» بعد دورة التلقيح والحمل والولادة والرضاعة حيث تستغرق حوالي شهرين من خمسة وأربعين يومًا إلى خمسين يومًا، قبل ولادة العجل التي تسمح بتجدد أنسجة الضرع. يمكن أن تتسبب فترة الجفاف التي تقع خارج هذه الأطر الزمنية في انخفاض إنتاج الألبان في عمليات الرضاعة السابقة. بناءً عليه، تشمل عمليات الألبان إنتاج الألبان والعجول. تُخصى الثيران أو تُربى كمصدر لإنتاج لحوم الأبقار ولحوم العجول.

### بدائل اللبن
من أهم الأجزاء المتعلقة ببدائل اللبن حرمان العجول من اللبن الأم بعد ثلاثة أيام من اللبأ اللازم،  وذلك للسماح بإنتاج اللبن. من أجل تنفيذ هذه العملية، تُغذى العجول باللبن الاصطناعي، المستخدم كبديل عن اللبن البقرة. إن بديل اللبنبوجه عام عبارة عن مسحوق، معبأ في عبوات كبيرة ويُضاف إليه كميات دقيقة من الماء ويُقدم للعجل من خلال العبوة أو الزجاجة.
يُصنف بديل اللبن إلى ثلاث فئات: بروتيني المصدر ومتكون من مستويات (طاقات) البروتين أو الدهون، والمعالج أو المضاف إليه بعض المواد (على سبيل المثال الفيتامينات والمعادن). تُستمد بروتينات بديل الحلب من المصادر المختلفة؛ ومن أفضل بروتينات اللبن وأغلاها (على سبيل المثال، بروتين الشرش- الذي يدخل في نصف منتجات الجبن) والبروتينات البديلة بما في ذلك فول الصويا وبلازما الحيوانات وجلوتين القمح. تتراوح المستويات المثالية للدهون والبروتين في اللبن بين 10-30% و18-30% على التوالي.
تعتبر (البروتينات والدهون) هي أعلى مستويات الطاقة التي يستهلكها الحيوان، وتعتبر التغذية الأولية (التغذية التي تحصل عليها الحيوانات الصغيرة) هي أقلها. تتم عملية الفطام للعجل بعد استهلاك معدل تغذية أولية مقدر برطلين على الأقل في اليوم وتستغرق التغذية الأولية ثلاثة أسابيع على الأقل.
وقد ارتفعت تكلفة بدائل اللبن حيث وصلت إلى 15-20 دولار أمريكي للعبوة في السنوات الأخيرة، لذلك فإن الفطام المبكر أمرًا اقتصاديًا بالغ الأهمية للإدارة الفعالة لتربية العجول.

## الصحة
من المهم المحافظة على سلامة الماشية المنتجة للألبان، تحسبًا من خطر العدوى للبشر.
تؤثر الأمراض الشائعة على الأبقار المنتجة للألبان بما في ذلك الأمراض المعدية (على سبيل المثال، التهاب الثدي والتهاب بطانة الرحم والتهابات الجلد) والأمراض الأيضية (على سبيل المثال، حمى اللبن وتراكم الكيتون) أو الإصابات الناجمة من البيئة المحيطة (على سبيل المثال، تمزقات الحافر والعرقوب).
يعتبر العرج من أهم قضايا رعاية الحيوان شيوعًا حيث إنه يؤثر على الماشية المنتجة للألبان،  وأفضل تعريف له هو أي خلل يصيب الحيوان عن طريق إحداث تغير في مشيته. تتسبب عدد من المصادر في العرج، بما في ذلك التهابات أنسجة الحافر (على سبيل المثال، الالتهابات الفطرية المسببة لالتهابات الجلد) والإصابات البدنية المسببة للكدمات أو الجروح (على سبيل المثال، قرحة أو نزيف الحافر).
تم التأكد من أن بعض المميزات التي تم إدخالها على المراتع والإدارة الشائعة في مزارع الألبان الحديثة (مثل أرضيات الحظائر الخرسانية والطريق المحدود النوافذ للمراعي وتصميم قاع المربط دون المستوى الأمثل) تمثل عامل خاطر مساهم في الالتهابات والجروح.

## السوق

### الصعيد العالمي

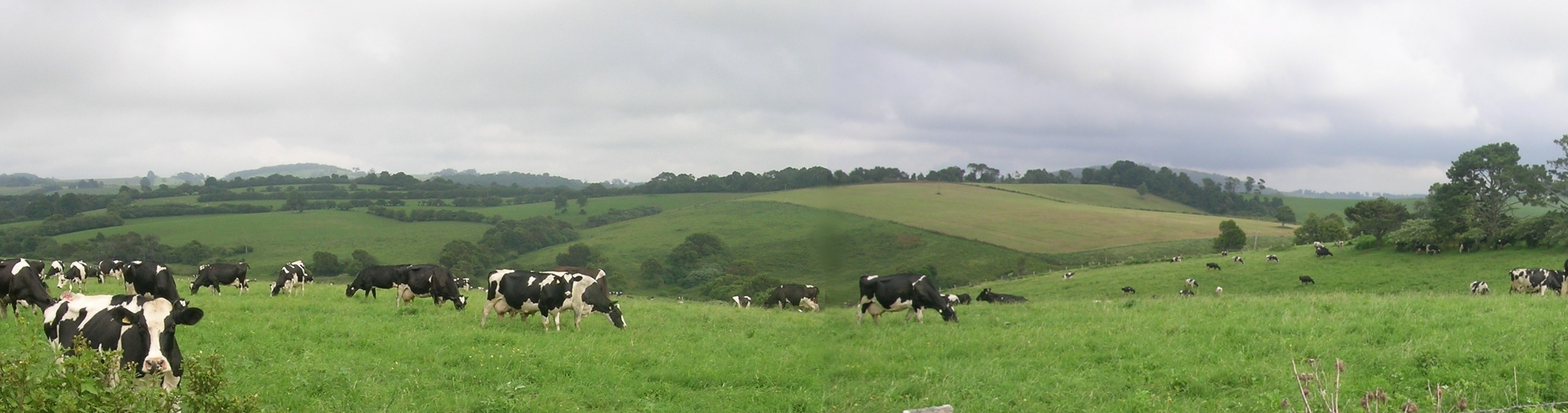
أبقارهولستينفي مزارع الألبان في كومبيون،نيو ساوث ويلز

هناك اختلاف كبير في نمط إنتاج الألبان على الصعيد العالمي. تستهلك العديد من الدول الكبرى المنتجة للألبان معظم الإنتاج محليًا، بينما تصدر بعض الدول الأخرى نسبة كبيرة من إنتاجها (خاصة نيوزيلاندا). في كثير من الأحيان يتمثل الاستهلاك الداخلي في اللبن السائل، بينما يدخل الجزء الأكبر من التجارة العالمية في صناعة منتجات الألبان مثل اللبن المجفف.
تمتلك معظم الدول المستهلكة للألبان مزارع لصناعة الألبان المحلية، وتُبقى معظم الدول المنتجة للألبان على التعرفات الجمركية لحماية المنتجين المحليين من المنافسين الخارجيين، ومع ذلك، لاتطبق الدول الكبرى المصدرة للألبان أي إعانات مالية لإنتاج الألبان.
كانت عملية حلب الأبقار عملية تقليدية تستلزم كثافة عمالية كبيرة؛ حيث إنها ما زالت قائمة في الدول النامية. تحتاج المزارع الصغيرة إلى العديد من العمال لحلب القليل من الأبقار ورعايتها، على الرغم من ذلك، ووفقًا للتقاليد، تعتبر العديد من المزارع، هؤلاء العمال أحد أبناء مزرعة العائلة، وذلك هو أصل المصطلح «مزرعة العائلة».
أدى التقدم التكنولوجي إلى التغير الجذري للمصطلح «مزرعة العائلة» في الدول الصناعية مثل أستراليا ونيوزيلاندا والولايات المتحدة. وللمزارع التي تحتوي على مئات الأبقار المنتجة لكميات كبيرة من اللبن ومزارع الألبان الكبيرة ذات الكفاءة العالية المقدرة على مواجهة التغيرات الحادة في سعر الألبان والعمل بطريقة مربحة، من ناحية أخرى لا تمتلك المزارع الصغيرة جدًا «التقليدية» الأسهم أو التدفق النقدي لعمل ذلك. بوجه عام، هناك مفهوم خاطئ شائع بين العامة عن مزارع الشركات الكبيرة التي حلت محل مزارع الشركات الصغيرة، حيث وسعت مزارع العائلة الصغيرة حجم الاستفادة من وفورات الحجم، وأدرجت الأعمال التجارية للحد من المسؤوليات القانونية للملاك وتبسيط هذه الأشياء على غرار إدارة الضرائب.
كانت عملية تربية الأبقار بغرض بيع الألبان عملية مربحة، قبل التوصل إلى الميكنة الكبيرة الحجم في الخمسينيات. في العصر الحديث، يستلزم على منتجين الألبان امتلاك ما يزيد عن مائة بقرة حلوب في آن واحد لضمان الربح، أما بالنسبة للأبقار والعجول الأخرى فما زالوا في صف الانتظار للحصول على «الانتعاشة» التي تمكنهم من الانخراط مع القطيع الحلوب. في نيوزيلاندا، بلغ متوسط حجم القطيع، للموسم 2009/2010، 376 بقرة.
فعلى الصعيد العالمي، يعتبر الاتحاد الأوروبي أكبر منتج للألبان مع 27 دولة من الدول الأعضاء الحاليين التابعين له، حيث زاد إنتاجه إلى 153,000,000 طن متري (151,000,000 طن كبير؛ 169,000,000 طن صغير) في عام 2009 (أكثر من 95% من لبن الأبقار).
وعلى مستوى الدول، تعتبر الهند من أكبر الدول المنتجة للألبان (حيث تنتج أكثر من 55% جاموس لبن) في حين تعتبر نيوزلاندا هي أكبر مُصدر للبن الأبقار، وأكبر مستورد هي الصين
| المرتبة | الدولة           | الإنتاج (106 كجم/سنة) |
| ------- | ---------------- | --------------------- |
|         | World            | 696,554               |
| 1       | الهند            | 110,040               |
| 2       | الولايات المتحدة | 85,859                |
| 3       | الصين            | 40,553                |
| 4       | باكستان          | 34,362                |
| 5       | روسيا            | 32,562                |
| 6       | ألمانيا          | 28,691                |
| 7       | البرازيل         | 27,716                |
| 8       | فرنسا            | 24,218                |
| 9       | نيوزيلندا        | 15,217                |
| 10      | المملكة المتحدة  | 13,237                |
| 11      | إيطاليا          | 12,836                |
| 12      | تركيا            | 12,542                |
| 13      | بولندا           | 12,467                |
| 14      | أوكرانيا         | 11,610                |
| 15      | هولندا           | 11,469                |
| 16      | المكسيك          | 10,931                |
| 17      | الأرجنتين        | 10,500                |
| 18      | أستراليا         | 9,388                 |
| 19      | كندا             | 8,213                 |
| 20      | اليابان          | 7,909                 |

### الاتحاد الأوروبي
يعتبر الاتحاد الأوروبي مع الـ 27 دولة الحاليين والتابعين له أكبر منتج للألبان على مستوى العالم. وأكبر المنتجين من داخل الاتحاد الأوروبي هما ألمانيا وفرنسا.
وقد شُوهت صورة مصانع إنتاج الألبان في الاتحاد الأوروبي بشكل كبير وذلك بسبب السياسة الزراعية المشتركة - التي دُعمت في بعض المناطق، وتخضع للحصص الإنتاجية في مناطق أخرى.
| إجمالي الإنتاج الأوروبي من الألبان لعام 2009 إحصائيات الفاو (بما في ذلك ألبان البقر/الجاموس/الماعز/الجاموس) | المرتبة                             | الدولة  | الإنتاج (106 كجم/سنة) |
| | European Union · (all 27 countries) | 153,033 |                       |
| 1 | ألمانيا                             | 28,691  |                       |
| 2 | فرنسا                               | 24,218  |                       |
| 3 | المملكة المتحدة                     | 13,237  |                       |
| 4 | إيطاليا                             | 12,836  |                       |
| 5 | بولندا                              | 12,467  |                       |
| 6 | هولندا                              | 11,469  |                       |
| 7 | إسبانيا                             | 7,252   |                       |
| 8 | رومانيا                             | 5,809   |                       |
| 9 | جمهورية أيرلندا                     | 5.373   |                       |
| 10 | الدنمارك                            | 4,814   |                       |

### إسرائيل
أدت مزرعة إنتاج الألبان الخاصة برئيس الوزراء الإسرائيلي سعد في عام 2011 إلى زيادة الإنتاجية بمتوسط 13,785 لتر (3,032 غالون إمب؛ 3,642 غال-أمريكي) لكل فرد في ذلك العام. البقرة الحلوب المعروفة باسم خارتا "Kharta"، سجلت الرقم القياسي على مستوى العالم في إنتاج عدد 18,208 لتر (4,005 غالون إمب؛ 4,810 غال-أمريكي) لترًا من اللبن. وحققت 954 مزرعة إسرائيلية لإنتاج الألبان متوسط الإنتاج العالمي الرائد 11,775 لتر (2,590 غالون إمب؛ 3,111 غال-أمريكي) للفرد سنويًا، في حين كان المعدل المحلي للفرد هو 10,336 لتر (2,274 غالون إمب؛ 2,730 غال-أمريكي). يعد الاستهلاك الإسرائيلي أقل بكثير عن غيرها من الدول الغربية بمتوسط 180 لتر (40 غالون إمب؛ 48 غال-أمريكي) للفرد.[بحاجة لتوضيح]

### الولايات المتحدة
وفي الولايات المتحدة، هناك أكبر خمس ولايات منتجة للألبان وهي، بناء على إجمالي إنتاجهت من الألبان؛ كاليفورنيا وويسكنسن وأيداهو ونيويورك وبنسيلفانيا. وتعتبر مزارع إنتاج الألبان من الصناعات المهمة في فلوريدا ومينيسوتا وأوهايو وفيرمونت. هناك 65,000 مزرعة لإنتاج الألبان في الولايات المتحدة.
وعلى الرغم من ذلك، فإن بنسيلفانيا، هي الولاية التي تعتمد بشكل كبير على مزارع إنتاج الألبان؛ - حيث تعتبرها الصناعة الأولى. وتشتمل بنسيلفانيا وحدها على 8500 مزرعة لإنتاج الألبان و55,000 بقرة حلوب. وقُدر إنتاج بنسيلفانيا من صناعة الألبان بحوالي 1.5 مليار دولار أمريكي من دخل مزارع إنتاج الألبان سنويًا، ويباع إنتاجها من اللبن إلى ولايات شتى شمال وجنوب الساحل الشرقي.
عندما انهارت أسعار الألبان في عام 2009، اتهم السيناتور بيرني ساندرز شركة دين فودز بالتحكم في نسبة 40% من سوق الألبان في البلاد. وطلب من النائب العام للولايات المتحدة بمواصلة التحقيقات لـ مكافحة الاحتكار. وأعلنت شركة دين فودز أنها قامت بشراء 15% من اللبن الخام في البلاد. وفي عام 2011، وافق القاضي الفيدرالي على غرامة 30 مليون دولار لـ 9000 مزارع في شمال شرق البلاد.
يبلغ حجم القطيع في الولايات المتحدة حوالي 1200 في الساحل الغربي والجنوبي الغربي، بينما توجد المزارع الكبيرة المألوفة التي يصل عددها إلى 50 مزرعة في شمال شرق البلاد، حيث تعتبر الأرض هي العامل الأساسي المحدد لحجم القطيع. ويبلغ متوسط حجم القطيع في الولايات المتحدة حوالي مائة بقرة في كل مزرعة.

## وصلات خارجية
- Global milk production and consumption (ChartsBin visualizations)
- World milk production 1980–2003 (FAO diagram)
- Respiratory hazards in dairy and beef farming by D Sewell and others. Institute of Occupational Medicine Research Report TM/95/06